# Joana Zimmer
Joana Zimmer (ur. 27 października 1982 we Fryburgu Bryzgowijskim) – niemiecka piosenkarka i modelka, niewidoma od urodzenia.

## Wczesne życie
Niemiecka wokalistka urodziła się w 1982 roku we Freiburgu, jednak dzieciństwo spędziła w Stanach Zjednoczonych. Po kilku latach powróciła do Berlina. Dzięki temu doskonale mówi zarówno po angielsku i po niemiecku. Od dziecka Joana oddana była muzyce. Szkoliła głos w Chórze Berlińskim, co miało znaczny wpływ na wybór jej muzycznej drogi. Już w wieku 15 lat występowała w popularnych klubach jazzowych kontynuując pracę nad swoim głosem. Jednocześnie pracowała jako modelka i zbierała pieniądze na swoją pierwszą płytę demo.

## Kariera muzyczna

### 2004–2005: My Innermost
Kontrakt z wytwórnią Universal Music był dla niej wielką szansą, gdyż pozwolił pracować ze sławnymi producentami i autorami piosenek.
Burt Bacharach, Andreas Carlsson (współpracujący między innymi z Celine Dion, Britney Spears, Backstreet Boys), Gary Barlow, Dietmar Kawohl czy Nik Kershaw byli z miejsca zafascynowani talentem oraz osobowością Joany i chętnie napisali piosenki na jej debiutancką płytę – „My Innermost”. Wokalistka nagrała większość utworów w studiu przy współpracy z dwoma szwedzkimi producentami: Pontusem Soderqvistem i Nickiem Nice (LaCarr Studios), których zauroczyła podczas sesji unikatową siłą głosu, pasją i całkowitym profesjonalizmem.
Album ukazał się wiosną 2005 roku. Promowany był przez 2 single; I Believe (Give a Little Bit) oraz I’ve Learned to Walk Alone.

### 2006: The Voice in Me
Po sukcesie albumu My Innermost, 29 grudnia 2006 artystka powróciła z nową płytą, The Voice in Me. Promowany również był przez 2 single; Bringing Down the Moon oraz If It’s Too Late. Album tak samo jak poprzedni został nagrany w studiu LaCree w Szwecji. Pomimo podobnego sztabu zajmującego się promocją i produkcją, płyta sprzedawała się znacznie gorzej.

### 2008: Showtime
Po 1,5- rocznej przerwie piosenkarka powróciła na rynek muzyczny z nowym albumem Showtime, na którym znalazły się covery strych przebojów wybieranych przez Zimmer. Na promocyjną kompozycję został wybrany utwór „Sing Your Name”, do którego został nagrany teledysk, pomimo iż oficjalnie ta piosenka nie została wydana jako singel. Album nie zadebiutował na żadnych z oficjalnych notowań, podobnie jak promująca go kompozycja.

### 2010: Miss JZ
W 2010 roku wokalistka powróciła z nową płytą- Miss JZ, która ukazała się już 11 czerwca. Promowana była przez 3 kompozycje: Till You’re Gone, która ukazał się na rynku muzycznym pod koniec maja, Move Ya Body (wydany w lipcu) oraz piosenkę „Love don’t Have a Pulse”. Przy pisaniu tekstów Zimmer pomagali ; Marcella Detroit twórczyni hitu „I Believe”, Toby Glad, który jest twórcą „If I Were a Boy”, „Big Girls Don’t Cry” oraz Diane Warren, spod ręki której wyszły takie hity jak „Unbreak My Heart” oraz „I Don’t Wanna Miss a Thing”. Autorem tekstu piosenki Till You’re Gone jest Maria Christensen, która napisał dla J. Lo „Waiting for tonight”.
W sierpniu 2010 roku artystka przyjechała do Polski jako reprezentantka Niemiec na festiwalu „Fete de la Musique 2010” odbywającego się w Warszawie za zgodą Ukraińców, zeszłorocznych zwycięzców. Na promującą kompozycję została wybrana piosenka „Heart’s don’t Lie” z drugiego albumu The Voice in Me.
Kompozycja „So Much More”, pochodząca z ówczesnego wówczas albumu Miss JZ została okrzyknięta piosenką przewodnią kampanii „Gdyż jestem kobietą”, działającej w obronie praw kobiet.

### 2011
W marcu 2011 roku odbyła się czterodniowa trasa koncertowa „Diva in the Dark” po Niemczech. Artystka odwiedziła 4 miasta; Berlin, Düsseldorf, Monachium oraz Drezno.
W maju, piosenkarka poprzez swoją oficjalną stronę internetową poinformowała, że będzie towarzyszyć Michaelowi Boltonowi podczas jego trasy koncertowej w Niemczech, na przełomie czerwca i lipca 2011 roku.

## Dyskografia
- 1999: Pieces of Dream (Live)
- 2005: My Innermost
- 2006: The Voice in Me
- 2008: Showtime
- 2010: Miss JZ
- 2012:  Not Looking Back

## Inne utwory
- „Diamonds Are Forever” (wydane przez RTL: „MovieMANIA“)
- „Bright Eyes” (na płycie „Come Together” – hołd dla BRAVO – 29 września 2006)
- „This Is My Life”, piosenka do telenoweli „Rote Rosen” (singel „Bringing Down The Moon” z albumu „The Voice In Me” znalazł się na soundtrack do „Rote Rosen“)
- „Lost in the crowd”, piosenka przewodnia do filmu dokumentalnego o takim samym tytule.
- „So much more”, Oficjalana piosenka kampanii „Because I’m a girl” (pol., gdyż jestem kobietą), organizowaną przez „Plan International” oraz magazyn „Brigitte”.